# Nymphula arundinalis
Nymphula arundinalis là một loài bướm đêm trong họ Crambidae.